# La Hague (gemeente)
La Hague is een gemeente in het noordwesten van het schiereiland Cotentin in Normandië in het noordwesten van Frankrijk. De gemeente telde 11.444 inwoners op 1 januari 2022.
De zogenaamde commune nouvelle ontstond op 1 januari 2017 toen de volgende gemeenten van het samenwerkingsverband Communauté de communes de la Hague fuseerden tot één gemeente:
Acqueville, Auderville, Beaumont-Hague, Biville, Branville-Hague, Digulleville, Éculleville, Flottemanville-Hague, Gréville-Hague, Herqueville, Jobourg, Omonville-la-Petite, Omonville-la-Rogue, Sainte-Croix-Hague, Saint-Germain-des-Vaux, Tonneville, Urville-Nacqueville, Vasteville, Vauville.
Beaumont-Hague is de hoofdplaats van de gemeente.
De economie van de gemeente leunt sterk op de nucleaire sector. De opwerkingsfabriek La Hague werd geopend in de jaren 1960 in Beaumont-Hague.

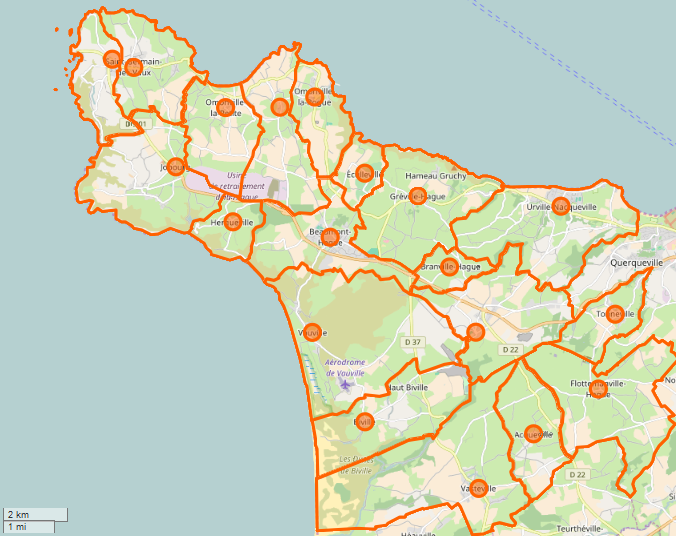
Kaart van de gemeente met de 19 fusiegemeentes

## Geografie
De oppervlakte van La Hague bedroeg op 1 januari 2022 148,68 vierkante kilometer; de bevolkingsdichtheid was toen 77 inwoners per km².
De gemeente ligt in de streek La Hague op de noordwestelijke punt van het schiereiland Cotentin. De kustlijn telt er hoge kliffen.
De onderstaande kaart toont de ligging van La Hague met de belangrijkste infrastructuur en aangrenzende gemeenten.

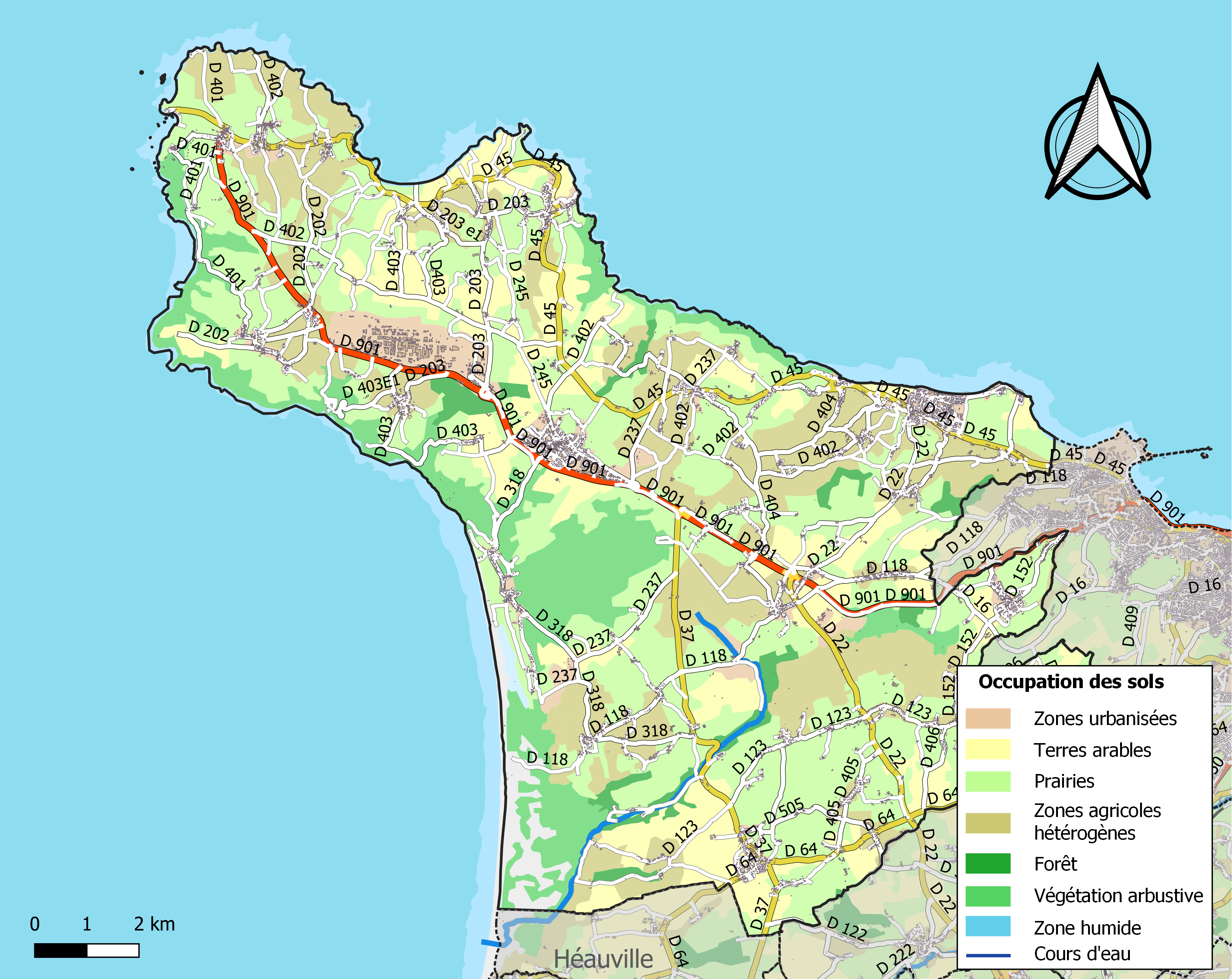

## Demografie
Vanaf het midden van de 19e eeuw daalde de bevolking van de verschillende gemeenten. Er was een trek naar de steden, onder andere naar Cherbourg. In de 21e eeuw was er een sterke bevolkingsgroei.
Acqueville · Auderville · Beaumont-Hague · Biville · Branville-Hague · Digulleville · Éculleville · Flottemanville-Hague · Gréville-Hague · Herqueville · Jobourg · Landemer · Nacqueville · Omonville-la-Petite · Omonville-la-Rogue · Sainte-Croix-Hague · Saint-Germain-des-Vaux · Tonneville · Urville-Hague · Vasteville · Vauville